# 普肖爾河

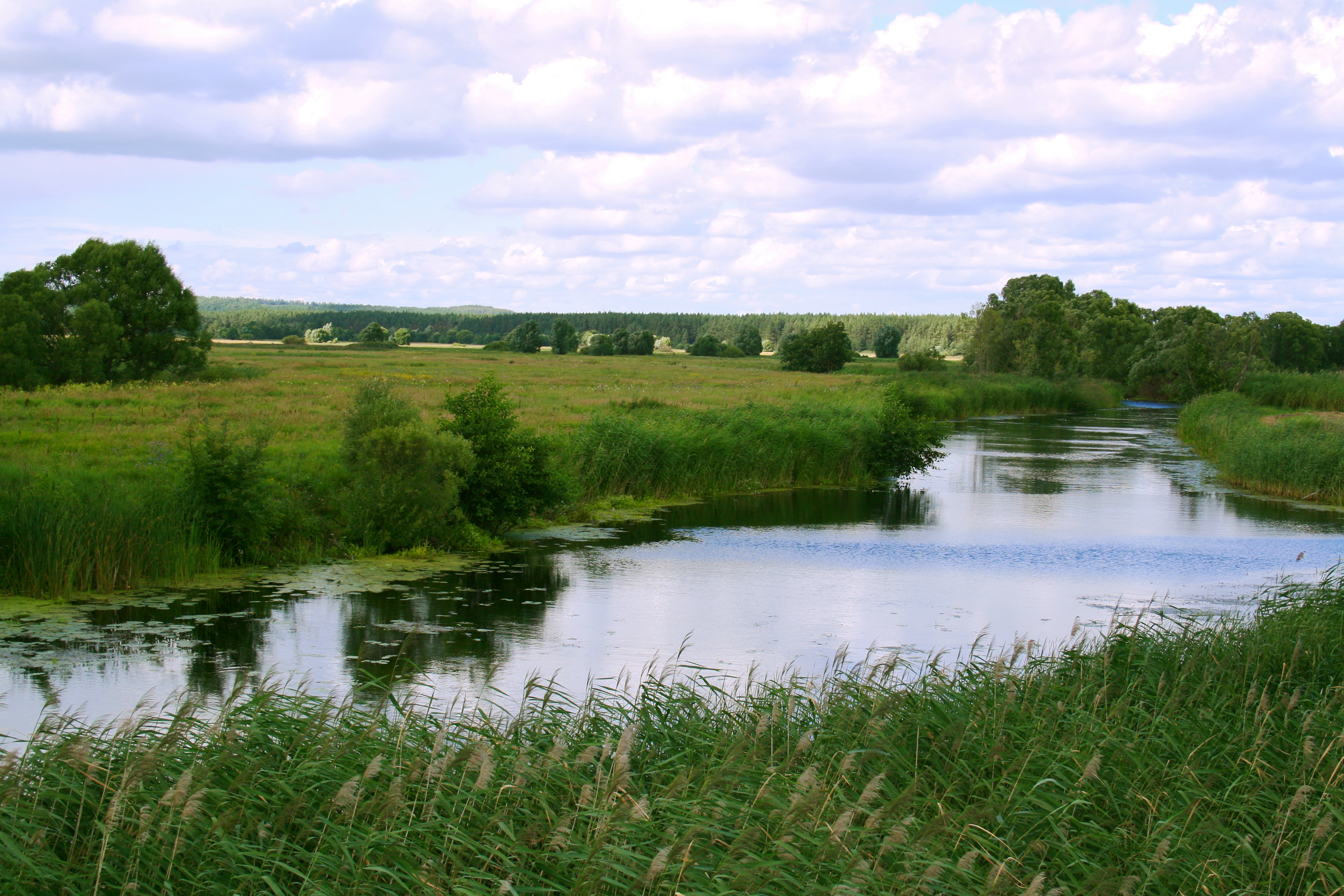
普肖爾河

第聶伯河河盆

普肖爾河（羅馬化：Psyol，羅馬化：Psel）是俄羅斯和烏克蘭的河流，屬於第聶伯河的左支流，河道全長717公里，流域面積22,800平方公里，在每年11月下旬開始結冰，直至翌年3月中旬，河畔城鎮有奧博揚。